# Tide

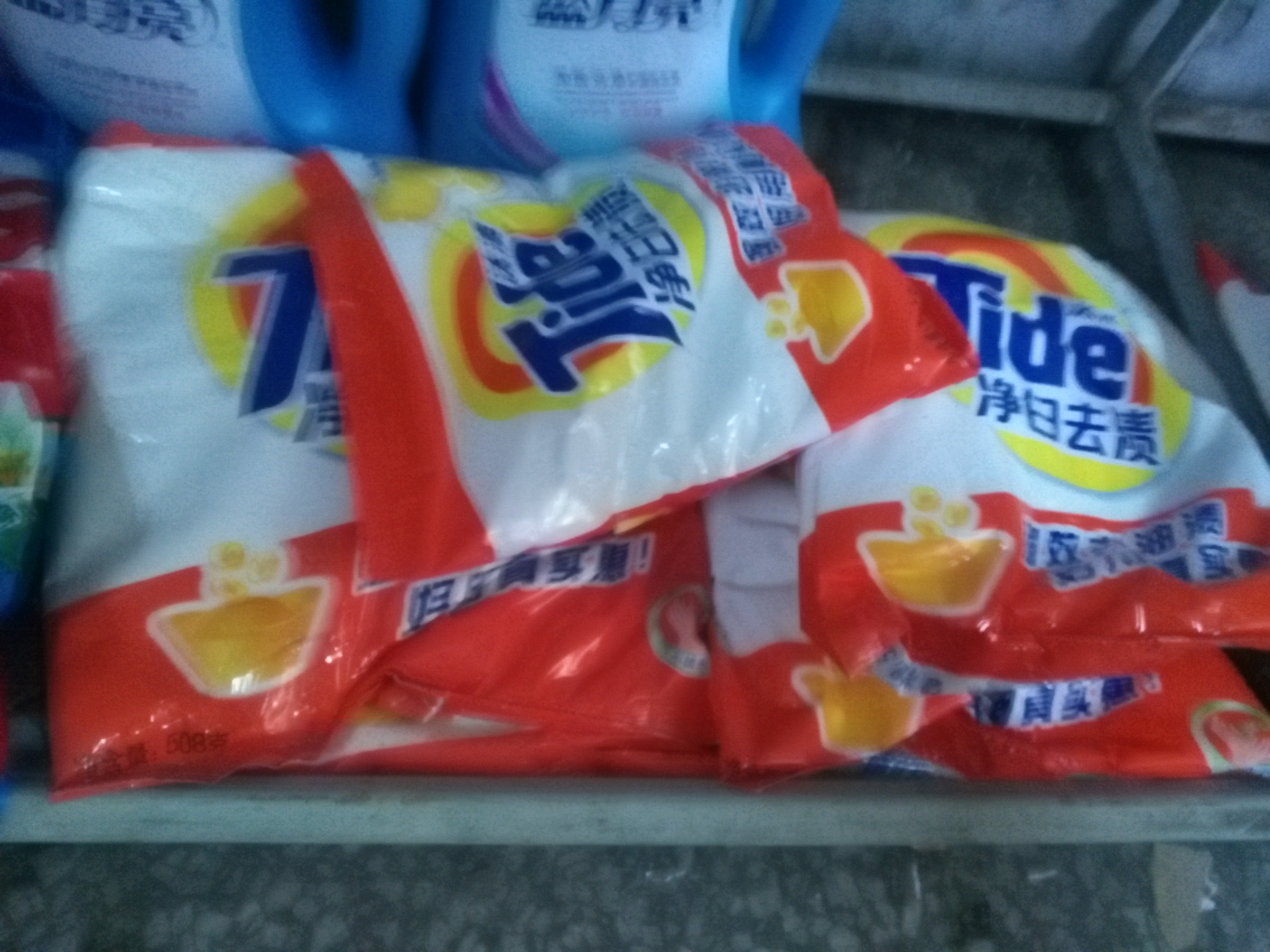
Продукты Tide в материковом Китае

Tide — американский бренд стирального порошка, производимого и продаваемого компанией Procter & Gamble.  Представленный в 1946 году, это самый продаваемый бренд моющих средств в мире, занимающий примерно 14,3% мирового рынка.

## История
В 1943 году учёные Procter & Gamble разработали детергент, предназначенный для удаления сильных загрязнений. Он получил название Tide. Tide был комбинацией синтетических ПАВ и компонентов, которые должны были помочь ПАВ попасть вглубь ткани. Пробные продажи Tide начались в октябре 1946 года. Tide позиционировался как первое в мире средство для удаления сильных загрязнений. Спустя три месяца после выхода на рынок Tide стал лидером среди средств для стирки, и продавцы даже устанавливали лимит отпуска Tide для одного покупателя.
За первый 21 год продаж детергент улучшался 22 раза. Учёные Procter & Gamble каждый год повторяли исследования по минерализации воды во всех частях США и провели 50 тысяч стирок для испытания консистенции и эффективности Tide.

### Tide в СССР и в постсоветском пространстве
В СССР Tide появился в начале — середине 1970-х годов под русифицированным названием «Тайд». 500-граммовая пачка порошка "Тайд" попала в кадр в фильме "Здравствуй и прощай" производства "Ленфильм" в 1972 г. - главная героиня поставила ее в центр кадра (1:04:23), как будто это был рекламный ход - пачка была на экране 5 сек. Не обратить внимание на порошок было невозможно.  Затем, с 1989 года, в период перестройки в СССР, стиральный порошок исчез из продажи, однако в 1994 году появился вновь, уже под оригинальным названием.

## Ассортимент
- Tide для ручной стирки
  - Лимон и белая лилия
  - Белые облака
  - Альпийская свежесть
  - 2 в 1 Lenor Touch
- Tide для машинной (автоматической) стирки
  - Лимон и белая лилия
  - Альпийская свежесть
  - Белые облака
  - Колор Ленор Эффект
- Tide для стирки цветных вещей (Tide Color, Tide Color Lenor Scent)
- Tide для чувствительной и детской кожи (Tide Детский)
- Tide гель (в растворимых капсулах)
  - Весенние цветы
  - Альпийская свежесть
  - Для детских вещей

## Тестирование средств Tide
- 2009 год[4].

Тестирование средств для стандартной стиральной машины с верхней загрузкой. Средства под брендом Tide занимают первые четыре места, а Tide 2X Ultra for Cold Water* (тестировался в холодной воде) получает номинацию «Лучшая покупка».
Среди «высокоэффективных средств» продукты Tide заняли 1 и 3 места.
* Специалисты CR подтвердили утверждение P&G, что использование данного стирального порошка позволяет сэкономить до 65 долларов в год, добавив при этом, что с определением «до» заявление действительно, даже если Вы экономите 1 пенни в год.

## Вред экосистеме
В работе «Опасность двухуровнего синергизма при синэкологическом суммировании антропогенных воздействий» С. А. Остроумов (недоступная ссылка) описал опыты, которые показывают, что некоторые СМС, содержащие в своём составе и ПАВ, и фосфор при «сравнительно невысокой концентрации», ингибируют фильтрацию воды моллюсками, стимулируют рост цианобактерий. В опытах использовали СМС «Tide-Lemon», «Весна-Деликат», «OMO-Intelligent», «Е» и «IXI». Автор статьи предупреждает об опасности для экосистемы, вызванной смесевыми препаратами.

## Популярность
В 2011 году в ряде районов США детергент «Тайд» стал объектом массовых краж из местных магазинов. В ходе расследования выяснилось, что краденые моющие средства использовались не для изготовления наркотиков, а для последующей нелегальной продажи. При средней розничной цене от 10 до 20 долларов за бутылку этот детергент, получивший прозвище «жидкое золото», можно было сбыть за 5—10 долларов на чёрном рынке. Будучи легко продаваемым или обмениваемым на запрещенные наркотические средства, это стиральное средство стало своеобразной валютой нелегальной торговли, что, по мнению представителей полиции, обусловлено популярностью торговой марки.